# Ogniem i mieczem
Ogniem i mieczem (literalment Amb foc i amb sang) és una pel·lícula dramàtica polonesa del 1999 dirigida per Jerzy Hoffman. Està basada en la novel·la homònima de l'escriptor Henryk Sienkiewicz. Malgrat que la novel·la original és la primera part d'una trilogia, la pel·lícula és l'última part de la versió de Hofman de la trilogia, després de Potop (1974) i Pan Wołodyjowski (1969). Això pot ser degut a la tensió política que va poder sorgir entre la República Popular de Polònia i l'RSS d'Ucraïna en portar al cinema una pel·lícula que tractava un tema amb tantes connotacions polítiques sobre la relació entre Polònia i Ucraïna.

## Argument
La història té lloc en terres ucraïneses de la Confederació de Polònia i Lituània durant el segle xvii durant la Rebel·lió de Khmelnitski. El cavaller polonès Skrzetuski i el cosac Bohum s'enamoren de la mateixa dona, Helena. Llur rivalitat es desenvolupa amb el rerefons de la rebel·lió cosaca encapçalada per Bohdan Khmelnitski amb l'objectiu de recuperar el control de la terra que aleshores estava sota control de la noblesa polonesa.